# Jean-François Tielemans
François Jean Tielemans of Jean François Tielemans (Brussel, 15 november 1799 - Elsene, 5 juli 1888) was een Belgisch liberaal politicus en werd onder meer minister.

## Biografie

### Verenigd Koninkrijk der Nederlanden
De ouders van Tielemans behoorden tot de handeldrijvende Brusselse burgerij. Hij volbracht zijn middelbare studies in Brussel en zijn rechtenstudies aan de Universiteit van Luik. Bij het behalen van zijn doctoraat in 1823 had hij een thesis verdedigd onder de titel De jure et natura legitimae secundum jus civile et hodiernum. Hij schreef zich in bij de balie van Brussel en werd tevens actief in de journalistiek, meer bepaald als medewerker van de Journal de Gand.
In 1827 kreeg hij de opdracht van de minister van Onderwijs Van Gobbelschroy om in Duitsland en Oostenrijk de verhoudingen te bestuderen tussen protestantse overheden en de Katholieke Kerk. Hij verbleef toen in Wenen en Berlijn en kwam in 1828 weer naar Brussel, waar hij werd benoemd als referendaris in het ministerie van Buitenlandse Zaken. In oktober 1829 werd hij overgeplaatst naar Den Haag.
Mogelijk had men verhoopt dat deze benoemingen hem in het regeringskamp zouden brengen. Dit bleek alvast een misrekening. Tielemans werd bevriend met Louis de Potter en werd meer en meer een opponent van de regering. Hij schreef talrijke artikels voor Le Belge en voor de Courrier des Pays-Bas. In 1827 had hij al een memorie gepubliceerd over de persdelicten en een andere ten gunste van drukker Weissenbruch, waarin hij betoogde dat een drukker niet kan vervolgd worden wanneer de auteur van een artikel bekend is. In 1829 publiceerde hij een Brief aan Van Maanen, die handelde over de ministeriële verantwoordelijkheid. De brochure kwam heel slecht aan bij de minister van Justitie. Men ging over tot het in beslag nemen van de correspondentie tussen Tielemans en De Potter. Tielemans werd op 15 februari 1830 opgepakt en in Brussel gevangengezet. Samen met De Potter en Adolphe Bartels moest hij voor het assisenhof verschijnen op beschuldiging van aanzetting tot revolutie tegen de regering en werd hij tot zeven jaar ballingschap veroordeeld. Hij ging in Parijs wonen en zat er een comité voor dat hulp bood aan Belgische politieke vluchtelingen.
Hij was lid van de Société des Douze.

### Belgische Revolutie
Zodra Tielemans bericht kreeg over de Belgische Revolutie, verhuisde hij weer naar Brussel. Op 6 oktober 1830 werd hij door het Voorlopig Bewind benoemd tot lid van de Grondwetscommissie en tot administrateur-generaal (zoveel als minister) van Binnenlandse Zaken. In deze tweede functie moest hij de administratie organiseren, zowel de nationale als de provinciale en de gemeentelijke, de verkiezingen organiseren, de scholen weer aan het werk zetten, de openbare werken organiseren en maatregelen treffen ten behoeve van de landbouw, de handel en de industrie. In een zitting van 9 december 1830 van het Nationaal Congres bracht hij uitgebreid verslag uit waaruit de moeilijkheden die zich voordeden, de ernst en de complexiteit van de toestand tot uiting kwamen.
In de Grondwetscommissie was hij de enige voorstander van een republiek; alle anderen stemden voor een erfelijke monarchie. Van 26 februari tot 23 maart 1831 was hij minister van Binnenlandse Zaken in de eerste regering onder regent Surlet de Chokier, maar ze nam al na een maand in de grootste verwarring ontslag. Nadien werd hij voor een paar maanden gouverneur van Antwerpen. Hierop volgde op 4 juni 1831 zijn benoeming tot gouverneur van Luik (1831-1832).
Tielemans behoorde tot de kleine minderheid liberale republikeinen waar de unionistische regeringen liever van af wilden. De conservatieve minister van Binnenlandse Zaken Barthélémy de Theux de Meylandt wilde Tielemans in Luik vervangen door een katholiek en liet hem daarom op 4 oktober 1832 tot advocaat-generaal bij het hof van beroep benoemen. Wat een bevordering leek, was in werkelijkheid een bedekte revocatie, want Tielemans was pas 33 jaar en voldeed dus niet aan de leeftijdsvereiste van 35 jaar voor een hoge functie in de magistratuur. Minister van Justitie Joseph Raikem beweerde dat het om een spijtige vergissing ging, maar ondertussen had men toch al een nieuwe gouverneur in Luik benoemd.
Tielemans hernam zijn praktijk als advocaat, deze keer bij de balie van Luik. Hij had zich ook, toen hij nog gouverneur was, in mei 1832 kandidaat gesteld voor de wetgevende verkiezingen, maar met een paar stemmen verschil werd zijn opponent verkozen. Het was deze kandidatuur die er de regering deed toe besluiten deze opposant uit te schakelen. Hij bleef niet lang advocaat, want op 9 oktober 1834, toen hij aan de leeftijdsvoorwaarde voldeed, werd hij raadsheer in het hof van beroep in Brussel. In 1859 werd hij er kamervoorzitter en in 1867 eerste voorzitter, tot aan zijn emeritaat in 1871.
Hij was tevens medestichter en werd hoogleraar administratief recht aan de Université libre de Bruxelles, waarvan hij van 1849 tot 1861 ook rector magnificus was. Hij bleef gedurende 33 jaar les geven. In 1834 stichtte hij met Charles de Brouckère de Répertoire de l'administration et du droit administratif de Belgique in twintig volumes. Hij ontving in 1865 de Vijfjaarlijkse Prijs van Morele en Politieke Wetenschappen.
In 1847-48 was hij ook nog liberaal volksvertegenwoordiger voor het arrondissement Brussel. De wet op de onverenigbaarheden maakte een einde aan die activiteit. Van 1855 tot 1877 was hij ook gemeenteraadslid van Brussel.
Hij werd corresponderend lid van de Koninklijke Academie in 1875, effectief lid in 1878 en directeur in 1887.

## Publicaties
Tielemans heeft veel juridische en politieke teksten gepubliceerd in tijdschriften en onder vorm van brochures, onder meer:
- L'Union et la Constitution, réponse à un anonyme, Luik, Jeunehomme, 1832.
- De la charité publique, Brussel, Weissenbruch, 1855.
- De la propriété industrielle (Rev. Trim., t. III, 1854, p. 5)
- Avant-projet de loi sur les cours d'eau non navigables ni flottables, rapport de la commission extraparlementaire, Brussel, Seghers, 1857.
- Etude sur le legs de M. Verhaegen, Brussel, Weissenbruh, 1863.
- L'acceptation des dons ou legs faits aux fabriques d'église doit-elle être l'objet d’une délibération du conseil de fabrique, ou suffit-il d'une délibération du bureau des marguilliers?, in Revue communale 3, 1870, 20.